# Nowy cmentarz żydowski w Błaszkach
Nowy cmentarz żydowski w Błaszkach przy ul. Polnej został założony w 1924 roku. Został zniszczony podczas II wojny światowej. W maju 1949 roku na terenie nowego cmentarza, społeczny komitet powołany dla upamiętnienia pomordowanych Żydów z Błaszek, odsłonił pamiątkowy pomnik. W 1967 roku w wyniku rozbudowy Wytwórni Sprzętu Komunikacyjnego "PZL-Kalisz" oddział Błaszki pomnik został przeniesiony na Nowy cmentarz żydowski w Kaliszu. Pochowanych na cmentarzu ekshumowano i przeniesiono na kaliski cmentarz. Do Kalisza przeniesiono także 20 macew z błaszkowskiego cmentarza.